# Hoje à Noite - Inéditas e ao Vivo
1. REDIRECIONAMENTO Discografia de Calcinha Preta